# Chewing Gum
Chewing Gum ist eine britische semi-autobiographische Comedy-Fernsehserie von und mit Michaela Coel, deren zwei Staffeln erstmals von 2015 bis 2017 auf E4 ausgestrahlt wurden und international auf Netflix erschienen. Sie handelt von der 24-jährigen Jungfrau Tracey Gordon auf der Suche nach sexueller Erfahrung. Die Serie und Coels Performance wurden sehr positiv bewertet und 2016 unter anderem mit zwei BAFTA Awards ausgezeichnet.

## Handlung
Die Serie spielt in einer Sozialwohnunggegend in Tower Hamlets im östlichen Teil von London und folgt der 24-jährigen Schwarzen Tracey Gordon (gespielt von Michaela Coel), die mit ihrem neuen weißen Freund ihre Jungfräulichkeit verlieren möchte und dafür erst einmal ihre sexuellen Bedürfnisse entdecken muss und wie diese funktionieren. Tracey durchbricht dabei immer wieder die sogenannte Vierte Wand und wendet sich an die Zuschauer, um ihre Situation zu kommentieren.

### Figuren
Traceys Familie sind Evangelikale Christen in starkem Glauben an die Führung durch Christus. Ihre Mutter Joy und ihre verklemmte Schwester Cynthia, deren Freizeitbeschäftigung das Brettspiel Ludo ist, halten die Menschen ihres Umfelds für sündig und durch Satan verdorben. Sie predigen auf der Straße an die Bürger und verteilen Flyer für Joys eigene Kirche. Tracey glaubt zwar auch an Christus, aber weniger versessen, sondern ist gleichzeitig Fan von Beyoncé und möchte mit 24 Jahren endlich aus der religiösen Enge ausbrechen und sexuelle Erfahrungen machen. Ungünstigerweise bekommt sie, wenn sie erregt ist, Nasenbluten. Sie arbeitet an der Kasse in dem Minimarkt Deepak’s Delectables.
Ihr Partner Ronald ist allerdings ebenfalls evangelikal und möchte keinen Sex vor der Ehe. Nachdem sie sich von ihm trennt, erkennt sie, dass er in Wahrheit schwul ist, was er selbst aber erst zum Ende der ersten Staffel gegenüber sich selbst zugibt. Ihr neuer Partner ist ihr Nachbar Connor, der mit seiner Mutter Mandy zusammenlebt, die, ohne anzuklopfen, oftmals während sexuellen Situationen in sein Zimmer reinplatzt. Er ist faul und hat keinen Beruf, sondern schreibt auf oder auch in dem Müllcontainer vor ihrem Haus schlechte Gedichte. Er hatte zwar schon viele Sexualpartner vor Tracey, aber noch keine feste Freundin. In der Beziehung mit Tracey hat er aber dennoch Schwierigkeiten, dass beim Verkehr mit ihr sein Penis nicht steif bleibt. Nachdem er sich von Tracey trennt, hat er eine Beziehung mit der 45-jährigen Emma.
Traceys beste Freundin seit der Kindheit ist Candice. Sie ist in einer Beziehung mit Aaron und steht im Bett auf BDSM und Härte, aber der eher sensible Aaron kann ihr das nicht geben, weswegen Candice ihn nicht für Manns genug hält. Traceys Freundeskreis aus Candice, den Schwestern Karly und Kristy Raven, Candices Großmutter Esther und Connors Mutter Mandy und dem Schwulen Ola sind alle sexuell erfahren, reden mit Tracey offen über sexuelle Themen und geben ihr immer wieder Ratschläge, um jemanden kennenzulernen, ihre Jungfräulichkeit zu verlieren und sich auszuprobieren, die sie aber aus ihrer Unerfahrenheit falsch umsetzt und vermasselt.

## Episodenliste

### Staffel 1
| Nr. (ges.) | Nr. (St.) | Deutscher Titel      | Originaltitel   | Erstveröffentlichung UK | Deutschsprachige Erstveröffentlichung (D) | Regie        | Drehbuch      |
| --- | --------- | -------------------- | --------------- | ----------------------- | ----------------------------------------- | ------------ | ------------- |
| 1 | 1         | Sex & Gewalt         | Sex & Violence  | 6. Okt. 2015            | 20. Nov. 2016                             | Tom Marshall | Michaela Coel |
| Tracey lässt sich von Candice und Esther umstylen, um ihren Freund zu verführen, aber der ist von ihr angewidert, sodass er sie rausschmeißt und auf die Straße läuft, wo er angefahren wird. Auf Candices Party macht Tracey mit Connor rum und setzt sich auf sein Gesicht, was Cynthia beobachtet. Candice gesteht ihrem Freund ihre Wünsche von gewalttätigem Sex, was diesen zum Weinen bringt. |           |                      |                 |                         |                                           |              |               |
| 2 | 2         | Ab in die Tonne      | Binned          | 13. Okt. 2015           | 20. Nov. 2016                             | Tom Marshall | Michaela Coel |
| Als beim Wichsen Connors Sperma auf ihrem Bein landet, glaubt Tracey, dass sie etwas braucht, um nicht davon schwanger zu werden. Connors Mutter, die sich als die Diebin aus ihrem Laden herausstellt, spricht mit Tracey, ihrer neuen besten Freundin, überaus offen über ihre sexuellen Lüste und verrät ihr auch, dass Connor schon mit vielen Frauen Sex hatte. Als Tracey endlich Ronald besucht, der eher Augen für seinen Pfleger hat, erkennt sie, dass er wohl schwul ist. |           |                      |                 |                         |                                           |              |               |
| 3 | 3         | Besessen             | Possession      | 20. Okt. 2015           | 20. Nov. 2016                             | Tom Marshall | Michaela Coel |
| Tracey wird von einer ehemaligen Mitschülerin für einen Job im Verkauf rekrutiert, scheitert aber in der Probe. Dennoch wird sie von einem Kollegen auf die Party des Chefs geschmuggelt, um ihm Drogen zu verschaffen, die sie schließlich selbst zu sich nimmt. Candice und Esther versuchen, in ihrer Wohnung gebrauchte Dildos zu verkaufen. |           |                      |                 |                         |                                           |              |               |
| 4 | 4         | Das Einhorn          | The Unicorn     | 27. Okt. 2015           | 20. Nov. 2016                             | Tom Marshall | Michaela Coel |
| Als sie Geschlechtsverkehr versuchen, bleibt Connors Penis nicht hart, weil er Tracey „zu rein“ findet, weswegen sie versucht, dreckiger zu werden. Sie organisiert ein Date mit einem „Einhorn“ – ein Single-Mädchen, das einen Dreier mit einem Hetero-Paar möchte. Cynthia leiht sich indes Traceys Laptop und kommt auf einer Pornoseite ins Gespräch mit einem scheinbar Selbstmordgefährdeten, was sich aber als autoerotisches Erstickungsspiel herausstellt. |           |                      |                 |                         |                                           |              |               |
| 5 | 5         | Das letzte Abendmahl | The Last Supper | 3. Nov. 2015            | 20. Nov. 2016                             | Tom Marshall | Michaela Coel |
| Weil ihre Freundinnen Connor für einen Loser halten, meldet Tracey ihn heimlich für eine Dichterbühne an, doch sein Auftritt wird vom Publikum verlacht. Joy gibt ein Familienessen, zu dem Traceys Cousin, Boy Tracy, kommt, der sich vor Tracey auszieht und mit ihr schlafen will. Zum Essen erscheinen auch Connor und Ronald, der nun mit Cynthia verlobt ist. Tracey wird wegen ihrer Eskapaden mit Männern von ihrer Mutter aus der Wohnung rausgeschmissen. |           |                      |                 |                         |                                           |              |               |
| 6 | 6         | Tolle Sache          | Tolled Road     | 10. Nov. 2015           | 20. Nov. 2016                             | Tom Marshall | Michaela Coel |
| Tracey kommt zunächst bei Candice unter, kann aber auch dort nicht bleiben; bei Connor muss sie gehen, als sie ihm sagt, dass sie ihn nicht liebt. Vor Cynthias Hochzeit versucht Tracey sie zu überzeugen, dass Ronald schwul ist, unter anderem indem Aaron ihn verführen und ein verfängliches Video aufnehmen soll. Bei der Trauung hält Ronald schließlich statt des Gelübdes an Cynthia eine Rede, mit der er zugibt, dass er schwul ist. Unterdessen sucht Connor sich einen Job und wird so schnell wieder gefeuert, dass seine Mutter ihn rauswirft. Schließlich ziehen Tracey und Connor gemeinsam mit ihren Sachen in Müllbeuteln los. |           |                      |                 |                         |                                           |              |               |

### Staffel 2
| Nr. (ges.) | Nr. (St.) | Deutscher Titel              | Originaltitel                  | Erstveröffentlichung UK | Deutschsprachige Erstveröffentlichung (D) | Regie                     | Drehbuch                  |
| --- | --------- | ---------------------------- | ------------------------------ | ----------------------- | ----------------------------------------- | ------------------------- | ------------------------- |
| 7 | 1         | Was ist passiert?            | WTF Happened?                  | 12. Jan. 2017           | 4. Apr. 2017                              | Simon Neal & Tom Marshall | Michaela Coel             |
| Nach drei Monaten in einem Obdachlosenheim kehrt Tracey zurück und quartiert sich in Deepaks Laden ein. Connor kommt herein und schließt den Laden ab, um mit ihr darüber reden zu können, was passiert ist, als er glaubte, dass sie ihn betrogen hat. Weil er eine neue Freundin hat, lügt Tracey ihm vor, dass auch sie eine neue Beziehung hat – mit Stormzy. |           |                              |                                |                         |                                           |                           |                           |
| 8 | 2         | Bäumchenwechseldich          | Replacements                   | 19. Jan. 2017           | 4. Apr. 2017                              | Simon Neal                | Michaela Coel             |
| Weil Tracey ihrer Mutter nicht erzählt, wo sie die letzten Monate war, gibt diese ihr Aufgaben, sich für die Gemeinde zu engagieren, um sich zu bewähren. Dabei trifft sie den attraktiven Ash, mit dem sie sich verabredet. Er sagt ihr, dass er noch nie was mit einem schwarzen Mädchen hatte, und lässt sie in seiner Penthousewohnung in einem afrikanischen Stammeskostüm tanzen, als seine schwarze Frau mit ihren Kindern auftaucht. Als sie wieder nach Hause zurückkehrt und endlich die Wahrheit sagt, lässt ihre Mutter sie wieder rein.                         |           |                              |                                |                         |                                           |                           |                           |
| 9 | 3         | Ungewollt                    | I Just Need Some Company       | 26. Jan. 2017           | 4. Apr. 2017                              | Simon Neal & Tom Marshall | Michaela Coel & Rob Hayes |
| Joy und ihr Bruder Ray erhalten Besuch von einer Stadtverwalterin, weil die Kirche die Auflagen nicht erfüllt. Bei der Nachtwache bricht sie zwar von der Predigt gerührt in Tränen aus, wird die Kirche aber trotzdem schließen. Tracey wird von Boy Tracy auf eine Party eingeladen und nimmt Candice und Aaron mit, doch die Location entpuppt sich als Sexclub. Tracey organisiert dort Wasservolleyball mit Dildos, bis Boy Tracy ins Wasser ejakuliert. |           |                              |                                |                         |                                           |                           |                           |
| 10 | 4         | Orlando                      | Orlando                        | 2. Feb. 2017            | 4. Apr. 2017                              | Simon Neal                | Michaela Coel             |
| Cynthia sieht in einem Video einer Jugendgemeinde Ronald und fährt dorthin, um eine Entschuldigung zu fordern. Als er sie stattdessen beleidigt, zeigt sie seinem neuen Freund, wie er ihn betrügt. Tracey meldet sich auf einer App an, um Hunde sitten zu dürfen, und trifft den Fotografen Lance mit seinem Dackel Orlando, den Mandy kennt. Sie lässt sich von Lance überreden, Fotos in Unterwäsche zu machen, wie Orlando ihr an den Beinen leckt – für eine Nischenporno-Website Oral-Ando.com. Esther hat ein Date mit einem Blinden.                                |           |                              |                                |                         |                                           |                           |                           |
| 11 | 5         | Der Befreiungsplan           | Road Trip                      | 9. Feb. 2017            | 4. Apr. 2017                              | Simon Neal                | Michaela Coel             |
| Candice soll zum ersten Mal Aarons Eltern treffen und Tracey und Ola fahren auch mit. Während Ola in die Sexspielchen eines schwulen Pärchens verwickelt wird, hat Candice Sex mit Aarons männlicherem Vater. Cynthia fasst einen sexuellen Befreiungsplan und lädt Ryan nach Hause ein, mit dem sie ihre Jungfräulichkeit verliert. Doch am nächsten Morgen sind er und alle Möbel verschwunden. |           |                              |                                |                         |                                           |                           |                           |
| 12 | 6         | Alter ist auch nur eine Zahl | Age Ain't Nothing but a Number | 9. Feb. 2017            | 4. Apr. 2017                              | Simon Neal                | Michaela Coel             |
| Tracey ist in einem Buchclub, ohne das Buch zu lesen, und trifft dort Remi, mit dem sie endlich richtigen Sex hat. Danach erzählt er ihr aber, dass er erst 16 ist, worauf sie sich bei der Polizei anzeigt – in Großbritannien ist Sex mit einem 16-Jährigen allerdings nicht illegal. Aaron trennt sich von Candice. Karly Raven bekommt ihr Baby, das überraschend weiß ist, und feiert mit der Nachbarschaft die Taufe. Da tauchen auch die Möbel wieder auf, denn der Stiefsohn von Traceys Vater, der in einem Gebrauchtmöbelladen arbeitet, ist zufälligerweise Ryan. |           |                              |                                |                         |                                           |                           |                           |

## Besetzung und Synchronisation
Die deutschsprachige Synchronisation entstand durch SDI Media Germany GmbH nach dem Dialogbuch und unter der Dialogregie von Constantin von Jascheroff, der auch eine Rolle spricht.
| Rolle          | Beschreibung                         | Darsteller       | Synchronsprecher                     |
| -------------- | ------------------------------------ | ---------------- | ------------------------------------ |
| Tracey         |                                      | Michaela Coel    | Anne Helm (Staffel 1)                |
| Tracey         | Giovanna Winterfeldt (Staffel 2)     | Michaela Coel    |                                      |
| Cynthia        | Traceys Schwester                    | Susan Wokoma     | Sarah Alles                          |
| Joy            | Traceys und Cynthias Mutter          | Shola Adewusi    | Anna Dramski                         |
| Ronald         | Traceys erster Partner, schwul       | John MacMillan   | Mario von Jascheroff                 |
| Connor         | Traceys neuer Partner                | Robert Lonsdale  | Constantin von Jascheroff            |
| Mandy          | Connors Mutter                       | Tanya Franks     | Cathlen Gawlich                      |
| Candice        | Traceys beste Freundin               | Danielle Walters | Anne Düe                             |
| Esther („Nan“) | Candices Großmutter                  | Maggie Steed     | Luise Lunow                          |
| Aaron          | Candices Partner                     | Kadiff Kirwan    | Nico Mamone                          |
| Karly Raven    | Traceys und Candices Freundinnen     | Sarah Hoare      | Josephine von Jascheroff (Staffel 1) |
| Karly Raven    | Traceys und Candices Freundinnen     | Sarah Hoare      | Olivia Büschken (Staffel 2)          |
| Kristy Raven   | Traceys und Candices Freundinnen     | Abby Rakic-Platt | Lena Rettinghaus                     |
| Ola            | Candices und Traceys schwuler Freund | Olisa Odele      | Kaze Uzumaki (Staffel 1)             |
| Ola            | Candices und Traceys schwuler Freund | Olisa Odele      | Leonhard Mahlich (Staffel 2)         |
| Emma           | Connors neue Partnerin (Staffel 2)   | Sinnead Matthews | Alice Bauer                          |

## Entstehung und Ausstrahlung
Die Serie basiert auf dem Theaterstück Chewing Gum über die 14-jährige Tracey, das 2012 von Michaela Coel geschrieben wurde. Coel schrieb und sang auch den Titelsong sowie weitere Lieder in der ersten Staffel. In der zweiten Staffel wirkte Coel auch an der Produktion mit. Die Dreharbeiten fanden von Coel beabsichtigt im Sommer statt, damit die Sozialwohnungssiedlung ästhetisch nicht als deprimierender Ort erscheine.
Die erste Staffel wurde vom 6. Oktober bis zum 10. November 2015 auf E4 ausgestrahlt und erschien in Deutschland am 20. November 2016 auf Netflix. Die zweite Staffel lief auf E4 vom 12. Januar bis zum 9. Februar 2017 und erschien auf Netflix am 4. April. Im April 2017 gab E4 bekannt, dass es keine dritte Staffel geben werde.  Im Januar 2018 sagte Coel, dass sie an einer dritten Staffel arbeite; im Dezember dann aber endgültig, dass es keine geben wird.

## Rezeption
Chewing Gum und die darstellerische Leistung von Michaela Coel erhielten äußerst positive Kritiken. Bei Rotten Tomatoes halten beide Staffeln eine Kritikerbewertung von 100 %.
Für Mike Hale von der New York Times war sie eine der zehn besten internationalen Serien des Jahres 2016. Nach der zweiten Staffel schreibt er, Coel sei ein Clown im besten und traditionellen Sinn: „voll Freude, zügellos, ohne Scham und bereit, in jede Richtung zu gehen auf der Suche nach Lacher.“ In den letzten Episoden der zweiten Staffel seien ihr aber die Ideen knapp geworden, dennoch gebe es Episoden und Momente, die gleichauf mit der ersten Staffel sind. „So lange sie ihre Unsicherheiten mit Getöse, fantastischen Lügen und einigen der witzigsten Trotzanfälle im Fernsehen überdeckt, ist Chewing Gum wert, sie zu bingewatchen.“
Für den Guardian schreibt Filipa Jodelka nach der ersten Staffel, Coels Timing, Wärme und Gabe für Körper-Comedy mache sie zur Wiederkunft von Lucille Ball. Außerdem lobt sie die Darstellung der Sozialwohnungssiedlung, die auskommt ohne „ein einziges Bild von düsteren, baufälligen Wohnblocks, Jungen mit Pitbulls und verwitterten Männern, die versuchen, neben einem Nissan Sunny bedrohlich zu wirken“. Sam Wollaston schreibt zur zweiten Staffel, Coels Schöpfung und Performance sei urkomisch schmuddelig, aber zur gleichen Zeit menschlich, zart, sogar weise und ganz bestimmt wahrhaftig – ein großes Stück aus dem modernen städtischem Leben der Arbeiterklasse, das dem Zuschauer unsanft und herrlicherweise ins Gesicht gedrückt werde.
Noemi Molitor schreibt für die Taz, die Serie sei so dreckig, ehrlich und dreist, Sex and the City wirke im Vergleich wie niedliches Geplänkel hinter vorgehaltener Hand. Sie amüsiert sich besonders über Traceys „unbeirrtes Scheitern“.

### Auszeichnungen
- British Academy Television Awards 2016: Beste weibliche Comedy-Leistung an Coel[13]
- British Academy Television Craft Awards 2016: Breakthrough Talent an Coel[14]
- RTS Television Awards: Breakthrough, Comedy-Performance an Coel[15]
- Screen Nation Awards 2016: Lieblings-Comedy-Produktion[16]